# Rosemont Theatre
El Rosemont Theatre es una sala de conciertos ubicado en Rosemont, Illinois, un suburbio de Chicago. El lugar, que tiene capacidad para 4,400 personas, abrió sus puertas el año 1995 y ha albergado a muchos artistas musicales y diversos espectáculos. Está ubicado cerca del Aeropuerto Internacional O'Hare, el Allstate Arena y el Centro de Convenciones Donald E. Stephens.

## Historia
El alcalde de Rosemont, Bradley Stephens, planeaba vender el sitio al Estado de Illinois para usarlo como casino en un esfuerzo por obtener ingresos. La idea se presentó inicialmente en septiembre de 2007 y nuevamente en mayo de 2008 a los legisladores de Springfield, que expresaron interés en el casino estatal, ya que aún buscaban formas de apoyar un programa de obras públicas de $31 millones presentado por el exgobernador Rod Blagojevich.
En 2012, Akoo International, Inc. compró los derechos de denominación de cinco años por 1,5 millones de dólares. La compañía se especializa en la creación de medios interactivos para residencias universitarias, malls y centros comerciales. Junto con los derechos del nombre, la compañía también creaba contenido visual para los artistas que actuaban en el teatro, así como también para quienes se presentaban en el Allstate Arena. Akoo International cerró en enero de 2013 y el lugar volvió a su nombre anterior, Rosemont Theatre, a partir de marzo de 2013.

## Eventos
El grupo alemán Scorpions concluyó la etapa estadounidense de su tour Get Your Sting and Blackout World Tour en el teatro el 21 de agosto de 2010, con apariciones sorpresas del exguitarrista de Scorpions y la banda de heavy metal UFO, Michael Schenker, hermano menor del guitarrista de Scorpions, Rudolf Schenker, durante «Another Piece of Meat», y Carmine Appice durante «No One Like You». El programa de juegos de respuestas y preguntas Jeopardy! celebró su Campeonato Universitario Anual en el teatro en mayo de 1999. Además, fue el lugar de celebración de la ceremonia anual de inducción al Salón de la Fama de la WWE el 1 de abril de 2006. En 2001, el cuarto show en vivo de Barney y sus amigos, Barney's Musical Castle, fue grabado en este lugar.
Algunos de los artistas más destacados que se han presentado en el Rosemont Theatre incluyen a:
| - Alejandra Guzmán - Alejandro Sanz - Ariana Grande - Ashlee Simpson - Big Time Rush - Britney Spears - BTS - Chayanne - CNCO - David Gilmour - Demi Lovato - Eros Ramazzotti - EXO - Glee Live! In Concert! | - Gloria Trevi - Il Divo - J Balvin - Juanes - Judas Priest - Lady Gaga - Little Mix - Luis Fonsi - Maluma - Miranda Cosgrove - Mon Laferte - Monsta X - Niall Horan - Pandora | - Paulina Rubio - Pink - Sabrina Carpenter - Sarah Brightman - Scorpions - Selena Gomez & the Scene - Shawn Mendes - Sheryl Crow - Shinee - Thalía - Ximena Sariñana - Yuri - Yuridia |